# Vilcsek Anna
Vilcsek Anna (eredeti neve: Wilcsek Denise Anikó) (Budapest, 1929. június 12. – Budapest, 1973. szeptember 13.) magyar újságíró, kritikus.

## Életpályája
Wilcsek Jenő (1898–1984) gyárigazgató, közgazdász, egyetemi tanár és Singer Renée lányaként született zsidó családban. 1947–1949 között a budapesti egyetem bölcsészkarán Benedek Marcell tanítványa volt. 1950-ben német és angol nyelvből államvizsgát tett. 1950–1952 között a Kulturális Kapcsolatok Intézetében, majd az Állami Biztosítónál dolgozott. 1953-ban a Magyar Nemzet munkatársa lett, 1960–1973 között belső munkatársa volt.
Sokoldalú újságíró volt, különösen film- és televíziókritikái emlékezetesek.

## Díjai, elismerései
- A Munka Érdemrend ezüst fokozata (1964)[6]